# ورزشگاه مرکزی آستاراخان
ورزشگاه مرکزی آستاراخان (به لاتین: Central Stadium) یک ورزشگاه در روسیه است که در آستراخان واقع شده‌است.